# ダルメン・サドヴォカソフ
ダルメン・サドヴォカソフ（Darmen Sadvokasov、男性、1983年 - ）は、ロシア・オムスク出身の空手家。身長180cm、体重88kg。極真会館（松井派）所属。段位は参段。
2014年、極真会館（松井派）主催の『第46回全日本空手道選手権大会』で優勝を果たした。

## 来歴

### 空手
2003年11月1日 - 3日、『第8回全世界空手道選手権大会』に出場しブラジルの強豪　セルジオ・ダ・コスタに判定負けし3回戦進出。
2004年第36回全日本空手道選手権大会に初出場し、門井敦嗣から技有りを取ってベスト8に入賞した。
2005年第3回全世界ウェイト制軽重量級に出場し、田中健太郎に敗れベスト8。
2006年第23回全日本ウェイト制大会重量級に出場し、千葉北の強豪・佐藤正博と対戦し、本戦延長と差がつかず、再延長で旗2本ずつ割れる大接戦となり最後は3-2で勝利し、なんとか初日と突破する。
2日目も激戦を制し、正道会館の沢田秀男、アルトゥール・ホヴァニシアン、赤石誠らを下し日本で初優勝を果たした。
2007年11月16日 - 18日、『第9回全世界空手道選手権大会』に出場し、
鈴木雄三、ゴデルジ・カパナーゼ、アレハンドロ・ナヴァロに勝利し、4位入賞し、ロシアの新たなる皇帝と呼ばれた。
2008年国際親善大会の団体戦に出場し総合優勝を果たした。
2009年の全日本大会に出場するも、体重増量に失敗し、木立裕之に延長2-0と追いつめるも、体重判定で敗れ6位入賞に終わった。
2010年ロシアのIFK全ロシア統一大会に出場し、優位に試合を進めるも、試し割り判定で3回戦敗退。
2010年も全日本大会に出場するも、減点を取られて4回戦で敗退した。
2011年第10回全世界空手道選手権大会に出場し、赤石誠に敗れ4回戦で敗退した。
2012年第44回全日本大会に出場。3大会連続での出場となり、4位入賞と復刻気配を見せた。
2013年初戦の全世界ウェイト制大会に出場しベスト8。
同年のオールアメリカン大会で準優勝。
2014年ヨーロッパ選手権の軽重量級で準優勝。
同年オールアメリカン大会で3位入賞。
2014年第46回全日本空手道選手権大会で優勝を果たした。